# Thorstein Veblen
Pour les articles homonymes, voir Veblen.
Thorstein Bunde Veblen, né le 30 juin 1857 à Cato (États-Unis) et mort le 3 août 1929 à Menlo Park (États-Unis), est un économiste et sociologue américain. Il était membre de l'Alliance technique fondée en 1918-1919 par Howard Scott, qui donna naissance au mouvement technocratique.

## Biographie
Veblen est né aux États-Unis dans le Wisconsin dans une famille rurale d'immigrés norvégiens avec 12 enfants. La langue d'usage à la maison était le norvégien. Il garda des contacts avec la culture scandinave en séjournant en Norvège à plusieurs reprises et en traduisant en anglais des sagas islandaises. Sa famille est luthérienne, pratiquante, austère, mais Veblen devient athée. Il change d'université et de ville à de nombreuses reprises, en partie pour des raisons sentimentales.
Il obtint son doctorat à l'université Yale en 1884 avant de devenir enseignant à Chicago en 1892. Son entourage déplorait le manque de reconnaissance qu'il recevait auprès de ses compères et de ses élèves, particulièrement dû à ses pensées hétérodoxes et sa distanciation avec les spéculateurs.
Il se retire en 1926, âgé de 68 ans, dans une cabane rustique près de la côte californienne.
Il fait partie des personnalités dont John Dos Passos a écrit une courte biographie, au sein de sa trilogie U.S.A..

## Pensées vebleniennes

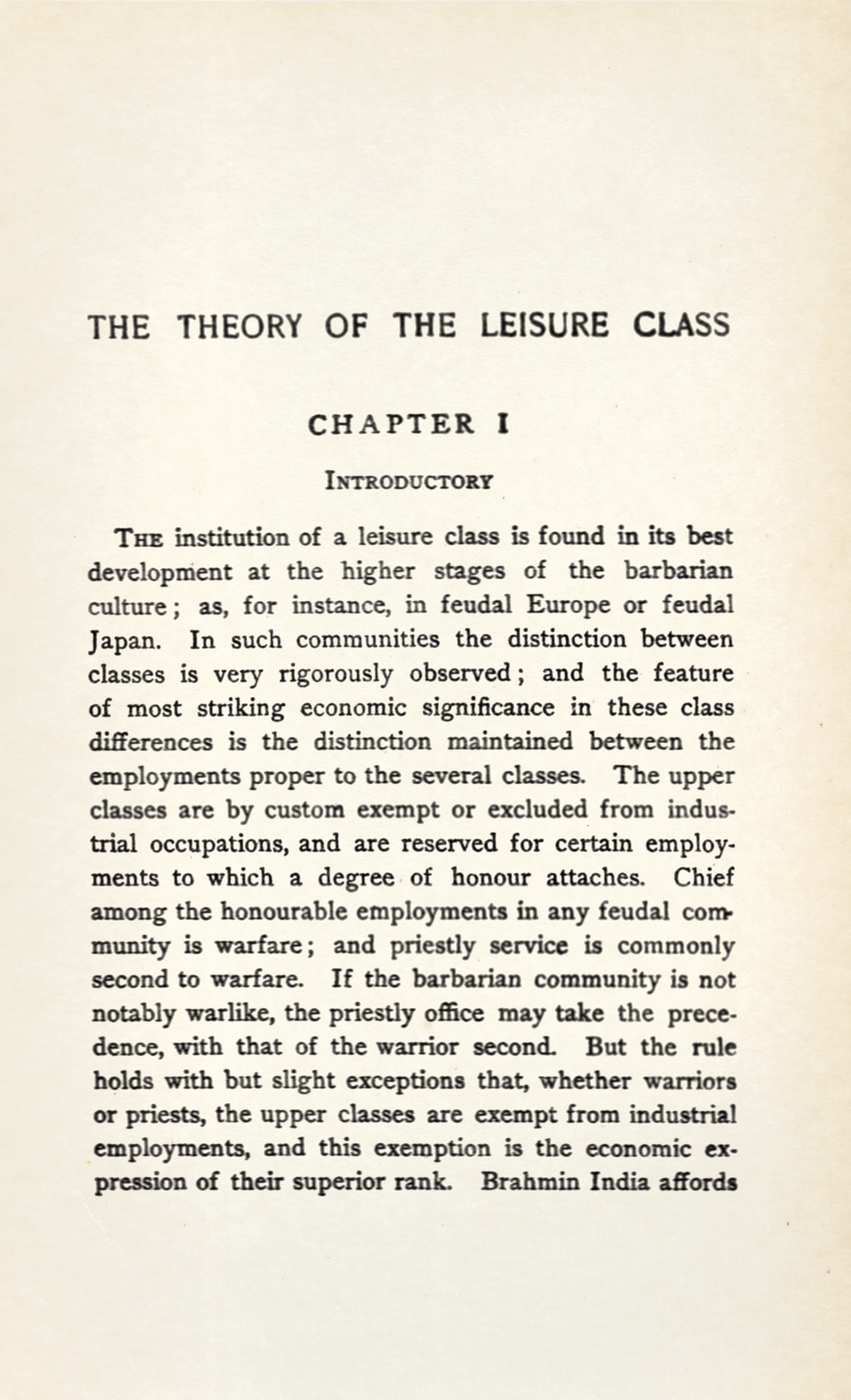
Theory of the Leisure Class, 1924.

### Le loisir et la consommation ostentatoires
Esprit extrêmement caustique, il s'intéressa à la partie cachée de l'iceberg économique : les motivations des acheteurs. Considérant la classe (qu'il nomme la classe de loisir) à l'abri des besoins matériels immédiats et de la contrainte du travail autre que souhaité, il y trouva essentiellement la vanité et le désir de se démarquer de son voisin. Il note que par sa consommation l'élite gaspille du temps et des biens. Elle fait du gaspillage du temps, soit le loisir, et du gaspillage des biens, soit la consommation ostentatoire, ses priorités. Par exemple, une des pages de la Théorie de la classe de loisir concerne le lustre de l'étoffe, prisée dans les chapeaux car servant à montrer qu'on les change souvent, et considéré défavorablement pour les pantalons parce qu'il montre qu'au contraire on ne l'a pas changé depuis longtemps. Alors qu'il s'agit du même lustre ! Il n'y a donc pas selon lui d'esthétique dans l'affaire, mais simplement une émission de signifiants de puissance qui est la raison d'être de la consommation ostentatoire (conspicuous consumption). Ce concept est fondateur en sociologie et on le retrouve sous une forme ou sous une autre dans la sociologie de Pierre Bourdieu, de Robert K. Merton et dans une autre mesure dans l'œuvre de Jean Baudrillard.
Veblen montre que la consommation et le loisir revêtent un sens différent de leur signification naïve, celle de la réponse apportée à des besoins ou du temps de repos nécessaire au travailleur. La nécessité de gagner sa vie est certes un aiguillon puissant pour les plus pauvres, mais cette motivation ne s'applique absolument pas aux plus riches. Veblen explique que la propriété « tient toujours du trophée », même lorsque la propriété accumulée, à l'ère industrielle, remplace le trophée remporté par le guerrier. Mais « pour s'attirer et conserver l'estime des hommes, il ne suffit pas de posséder simplement richesse ou pouvoir ; il faut encore les mettre en évidence » : Veblen montre que la « vie de loisir » est ainsi le témoignage de la puissance, comme capacité qu'ont certains individus à s'affranchir de tout travail productif. Une « classe oisive » se développe autour des fonctions de la religion, de la politique, de la chasse, de la guerre ou du sport. Le loisir n'a donc pas la signification de la paresse ou du repos, comme on pourrait le croire naïvement : « il exprime la consommation improductive du temps, qui 1° tient à un sentiment de l'indignité du travail productif ; 2° témoigne de la possibilité pécuniaire de s'offrir une vie d'oisiveté. » L'homme qui peut s'offrir du loisir le fait en réalité pour conforter sa supériorité sociale, et doit par conséquent le montrer : le loisir honorifique relève donc encore du trophée du guerrier, et peut prendre la forme de la consommation de biens matériels, ou même immatériels comme « la connaissance des langues mortes et des sciences occultes, de l'orthographe, de la syntaxe et de la prosodie, des divers genres de musique d'intérieur et autres arts domestiques, des dernières particularités de l'habillement, de l'ameublement, de l'équipement, des jeux, des sports, des animaux d'agrément, tels que chiens et chevaux de course ». La connaissance des manières, du bon goût, des règles de courtoisie, ont pour effet d'adoucir et de renforcer à la fois la domination de la classe de loisir en faisant passer l'ostentation pour de l'esthétisme. De même, la consommation de la classe supérieure ne remplit pas la même fonction que pour la classe laborieuse : il ne s'agit pas de satisfaire des besoins, mais d'afficher la supériorité sociale. Ainsi, dans les sociétés tribales, la consommation de boissons alcoolisées ou de stimulants divers est réservée aux guerriers.
Ce gaspillage ostentatoire se retrouve dans toutes les strates sociales, y compris les plus pauvres. En effet, Veblen explique que chaque classe regarde directement la classe qui lui est directement supérieure et cherche à recopier ses manières. Ainsi, de manière parfaitement inconsciente, l'ostentation peut même se retrouver dans les machines industrielles[Quoi ?].

### L'effet Veblen
On déduira des concepts de gaspillage de temps et de biens l'effet Veblen. En économie, cet effet fait référence à un paradoxe : plus le prix d'un bien augmente, plus sa consommation augmente également. Cet effet concerne avant tout les classes aisées, mais l'exemple des vêtements de marque auprès des jeunes moins favorisés est également une bonne illustration de l'effet Veblen. Ainsi donc, baisser le prix d'un tel bien entraîne une moindre consommation.

### L'institutionnalisme américain
Au-delà de son ton sarcastique et caustique, Veblen est également le fondateur du courant de pensée économique dit de l'institutionnalisme américain, dont les thèses seront prépondérantes aux États-Unis dans les années 1920 et 1930. Son article Why is Economics not an Evolutionary Science? (Pourquoi l'économie n'est-elle pas une science évolutionniste ?), publié en 1899, peut être considéré comme le texte fondateur de la pensée de Veblen mais aussi de l'ensemble de la pensée institutionnaliste, en ce qu'il énonce les grands principes d'une économie évolutionniste s'opposant aux thèses marginalistes. Plusieurs points, que Veblen développera lors de ses écrits postérieurs, ressortent clairement : le rejet de la conception hédoniste de l'individu proposée par le marginalisme, la critique des « préconceptions de normalité » suivant lesquelles l'évolution tend nécessairement vers un équilibre stable prédéfini, la nécessité de partir d'une étude du comportement humain, des facteurs le déterminant et de leur évolution, etc.
Du point de vue de Veblen, une institution est une « habitude de penser » dont la science économique se doit d'étudier l'évolution.

### Rapport aumarxisme
Ayant plusieurs idées en commun avec Marx, Veblen lui reproche toutefois — entre autres — la portée prophétique de sa théorie, préférant une conception de théorie de la valeur et de la lutte de classe sans finalité objective, à l'image de la sélection naturelle de Darwin. Il critiquera l'aspect fixe et téléologique de la pensée de Marx, lui préférant une théorie de l'évolution permanente des économies et des sociétés. 
Veblen considère la théorie marxiste comme indémontrable car elle prend racine dans la métaphysique néo-hégélienne et car les faits contestent les propositions avancées : cela inclut la théorie de la valeur-travail, l'effondrement assuré du capitalisme et la notion de lutte des classes.
Raymond Aron qualifie Veblen, à l'inverse de Marx, du « véritable » défenseur des pauvres.

### L'évolutionnisme
Veblen est surtout le premier économiste à avoir tenté d'intégrer dans les sciences sociales les apports du darwinisme, tout en se démarquant radicalement du darwinisme social.

Outre le darwinisme, Veblen a également puisé l'essentiel de son épistémologie dans la philosophie pragmatiste américaine, notamment celle de Charles Sanders Peirce, et s'est également appuyé fortement sur les apports de la psychologie sociale de son époque, telle qu'elle ressort des écrits de William James (par ailleurs philosophe pragmatiste et ami de Peirce) et de William McDougall.

### Le développement social et les ingénieurs
Pour Veblen, l'économie peut expliquer le développement social. Ainsi, les institutions de l'économie sont traversées par deux instincts de base, l'instinct artisan et l'instinct prédateur. Par l'instinct artisan, l'homme s'enrichit au travers de son travail, au travers de la domestication rationnelle de la nature. Cependant, par son instinct prédateur, le genre humain veut déposséder autrui de ses biens et des résultats de son travail. 
On remarque ici que si Veblen continue à qualifier le genre humain de prédateur, prouve qu'il a manqué de prendre connaissance de l'oeuvre majeure  de Charles Darwin, le livre intitulé "La Filiation de l'Homme" publié en 1871 où la sélection naturelle n'est pas exempte d'évolution jusqu'à se transformer : de l’élimination du plus faible à la protection du plus faible. Patrick Tort écrit à la préface du livre "La Filiation de l'Homme : L'histoire de The Descent of Man se confond avec celle de sa méconnaissance.
Contrairement à beaucoup d'autres économistes, Veblen ne voit pas dans la bourgeoisie industrielle un moteur pour la société. Ceux-ci vivent du succès de l'industrie, mais ils n'utilisent pas ces profits de manière socialement durable. Cependant Veblen pense que le changement peut malgré tout provenir de l'industrie, il est potentiellement incarné par les ingénieurs. Ces experts devraient prendre le contrôle de l'industrie qui est dans les mains d'irresponsables, les propriétaires.

### L'université
De par son analyse de l'institution académique, Veblen est également considéré comme l'un des fondateurs de la sociologie des sciences. Pour Veblen, l'université sert à la reproduction des classes sociales plutôt qu'à la connaissance. Dans son ouvrage The Higher Learning in America, Veblen dénonce l'influence indue de la religion et de la pensée conservatrice au sein d'une institution qu'il aimerait être vouée à la culture du savoir. L'université corrompt valeurs, orientations et idéaux que la société américaine lui avait données. Cette corruption de l'enseignement est introduite par la fraude et les spéculations financières opérées par les administrations des universités.

### Féminisme
Thorstein Veblen se revendique explicitement du féminisme, favorable à l'émancipation des femmes dans le travail afin d'équilibrer les relations entre hommes et femmes : « la solution que Veblen préconisait n’était pas de maintenir les femmes dans leur foyer afin de servir leur famille mais, à l’opposé, de les pousser à en sortir, à se rendre sur le marché du travail et, de cette façon, à s’imprégner de la logique productive [...]. Associé à une salutaire révolution culturelle, le travail des femmes devait contribuer à déclasser les pratiques barbares. »
La domination des femmes par les hommes se retrouveraient dès l'époque barbare, notamment à cause de la propriété privée, essentiellement détenue par les hommes.

## Quelques œuvres de Veblen
(Liste non exhaustive)
- 1898 : Why is economics not an evolutionary science?
- 1899 : The Preconceptions of Economic Science ; Part I. The Quarterly Journal of Economics.
- 1899 : The Preconceptions of Economic Science ; Part II. The Quarterly Journal of Economics.
- 1899 : The Theory of the Leisure Class - An Economic Study of Institutions ; trad. fr. Théorie de la classe de loisir, Paris, Gallimard, coll. Tel (n° 27), trad. de l'anglais (États-Unis) par Louis Évrard, préf. Raymond Aron, 322 p., 1970  (ISBN 978-2070299287)
- 1900 : The Preconceptions of Economic Science ; Part III. The Quarterly Journal of Economics
- 1904 : The Theory of Business Enterprise ; trad. fr. Théorie de l'entreprise d'affaires, Paris, Pierre-Guillaume de Roux, trad. de l'anglais (États-Unis) par Anthony Valois, préf. François Bousquet, 274 p., 2018  (ISBN 978-2363712431)
- 1914 : The Instinct of Workmanship and the State of the Industrial Arts ; trad. L'Instinct artisan et l'état des arts industriels, Paris, Éditions Classiques Garnier, trad. de l'anglais (États-Unis) & éd. critique par Anthony Valois, préf. Marc-André Gagnon, 304 p., 2024  (ISBN 978-2406168201)
- 1915 : Imperial Germany and the Industrial Revolution.
- 1918 : The Higher Learning in America.
- 1919 : The nature of peace and the terms of its perpetuation.
- 1919 : The Vested Interests and the State of the Industrial Arts.
- 1921 : The place of science in modern civilization.
- 1921 : The Engineers and the Price System ; trad. Les Ingénieurs et le capitalisme, trad. fr. Catherine Gajdos, présentation Louis Rigal, Publications Gramma, coll. L'Esprit des lois, 165 p., 1971 (ASIN B000X8HW8M)
- 1923 : Absentee Ownership : Business Enterprise in Recent Times : the Case of America.
- 1925 : Traduction de Laxdæla saga, texte de l'ancienne Islande.
- 1927 : Essays in Our Changing Order.

## Citations
- « La théorie des droits naturels de propriété fait de l'effort productif d'un individu autosuffisant et isolé, la base de la propriété qu'on lui attribue. Ce faisant elle oublie qu'il n'y a ni isolement ni auto-suffisance de l'individu. Toute la production est, en fait, une production grâce à la communauté, et la richesse n'est telle qu'en société. » The American Journal of Sociology, novembre 1898.
- « Dans les premières décennies de l'ère des machines, celles des précurseurs, il a été vrai, en gros, comme on le voit, que la routine habituelle de l'administration de l'industrie consistait à chercher de nouvelles méthodes et à accélérer la production au maximum de ses capacités. » The Engineers and the Price System.
- « Les experts, techniciens, ingénieurs […] constituent l'état-major indispensable du système industriel. Sans leur contrôle  immédiat et leurs corrections éventuelles, le système industriel ne fonctionne pas. […] Jusqu'ici ils ne sont pas encore groupés même de loin en une force de travail autonome […] mais ils sont en position de faire le pas suivant » The Engineers and the Price System.
- « Le désir de disposer d'un plus grand confort et de se mettre à l'abri du besoin, voilà un mobile qui se trouve à tous les stades du processus d'accumulation dans une société industrielle moderne ; toutefois, ce qu'on peut appeler à cet égard le niveau de suffisance est à son tour profondément affecté par les habitudes de rivalité pécuniaire. » Théorie de la classe de loisir.
- « La première utilité des serviteurs est de témoigner que leur maître peut payer. » Théorie de la classe de loisir.
- « Le gaspillage et la rivalité sont le bien, et leurs contraires sont déshonorants. » Théorie de la classe de loisir.

### Textes de T. Veblen
- (en) The Socialist Economics of Karl Marx and His Followers, 1906 (marxists.org)
- (fr) De l'évolution du point de vue scientifique, 1908 (teluq.uquebec.ca)
- (fr) Des conséquences de la guerre sur le savoir érudit, 1918 (teluq.uquebec.ca)
- (en) The theory of the leisure class - Texte intégral
- (en) Why is Economics not an Evolutionary Science?, Quarterly Journal of Economics, volume 12, 1898 (etext.lib.virginia.edu)
- (en) The Vested Interests and the Common Man